# Ellipteroides (Ellipteroides) meioneurus
Ellipteroides (Ellipteroides) meioneurus is een tweevleugelige uit de familie steltmuggen (Limoniidae). De soort komt voor in het Oriëntaals gebied.